# Початковий код (фільм)
«Початковий код» (англ. «Source Code») — американський науково-фантастичний трилер режисера Данкана Джонса. Світова прем'єра відбулася 1 квітня 2011 року, а в Україні 31 березня 2011 року.

## Сюжет
Капітан авіації Колтер Стівенс (Джейк Джилленгол) прокидається в тілі незнайомого чоловіка. Незабаром він з'ясовує, що бере участь у завданні щодо знешкодження терориста, який замінував приміський потяг Чикаго. В ході завдання Стівенс виявляє, що став частиною урядового експерименту під назвою «Початковий код» — програми, яка дозволяє втілюватися в іншу людину в останні вісім хвилин її життя. Чикаго загрожує другий, потужніший вибух, який може вбити мільйони людей. І Колтер знову і знову переживає катастрофу, щоби знайти терориста й запобігти наступному вибуху. Зрештою він це робить, але йому здається, що можна досягти ще більшого — запобігти першому теракту й лишитися живим із дівчиною, яка йому сподобалася. Хоча після вдалої операції Стівенсу планують стерти пам'ять і використовувати в наступних завданнях, йому вдається вмовити Гудвін, щоб вона запустила симуляцію ще раз і на останній хвилині вимкнула живлення.
Цього разу він запрошує Кристину на побачення, легко знешкоджує бомбу, затримує і здає злодія поліції, телефонує своєму батькові й надсилає повідомлення Гудвін. Після закінчення восьми хвилин мозок солдата помирає, однак його розум залишається жити в новому тілі в альтернативній реальності, де не сталося теракту, а «Початковий код» ще не задіяно. Гудвін отримує лист від Стівенса, в якому він підтверджує, що програма працює навіть краще, ніж вони думають, і просить при нагоді не відмовити йому у проханні.

## У ролях
- Джейк Джилленгол — Колтер Стівенс
- Мішель Монаган — Крістіна
- Віра Фарміґа — Керол Гудвін
- Джеффрі Райт — Доктор Рутледж
- Кес Анвар — Хазмі
- Расселл Пітерс — Макс Денофф
- Майкл Арден — Дерек Фрост

## Виробництво
Зйомки почались 1 березня 2010 року в Монреалі і завершилися 29 квітня. Деякі сцени були зняті в Чикаго (Мілленіум-парк).
Постпродакшн проходив в Лос-Анджелесі. В липні 2010 року для фільму створювались візуальні ефекти. Спочатку Данкан Джонс планував, що композитором фільму буде Клінт Манселл, що було би їх другою спільною роботою. Але в подальшому його замінив Кріс П. Бейкон.

## Український дубляж
Українською мовою фільм дубльовано Студією «Ді Ар» на замовлення ІнтерФільм.
Режисер дубляжу: Георгій Гавриленко
Ролі дублювали:
- Джейк Джилленгол/Колтер Стівенс/Шон — Володимир Терещук,
- Мішель Монаґан/Крістіна Воррен — Катерина Брайковська,
- Джефрі Райт — Андрій Самінін,
- Віра Фарміґа/Коллін Ґудвін — Ольга Радчук,
- Кайл Ґейтгаус — Павло Скороходько,
- Расселл Пітерс — Роман Чупіс,
- титри — Георгій Гавриленко,
- а також: Михайло Тишин, Євген Пашин, Михайло Жонін та інші.

## Реакція кінокритики
«Початковий код» отримав досить позитивні відгуки. Rotten Tomatoes повідомляє, що 95 % критиків дали фільму позитивний огляд, на основі 181 рецензії сайт дав картині оцінку в 7,4 з 10 можливих. Сайт Metacritic на основі 39 оглядів дав фільму 73 зі 100 балів. Критики порівнювали «Початковий код» із фільмом 1993 року «День бабака» і книгою «Вбивство у «Східному експресі».

## Цікаві факти
На дзвінку в Крістіни звучить та ж пісня, яка була на будильнику в Сема в іншому фільмі цього режисера «Місяць 2112», це сингл Чесні Ховкса «The One and Only».
Примітно, що батька капітана Колтера Стівенса озвучує Скотт Бакула — актор, відомий головною роллю в серіалі «Квантовий стрибок», що був знятий на цю ж тему, і основні стилістичні елементи якого в точності повторюють основні стилістичні елементи «Початкового коду».